# Stefán Anita
Stefán Anita (Budapest, 1990. szeptember 15. –) válogatott labdarúgó, középpályás. Jelenleg a  Ferencvárosi TC labdarúgója.

## Pályafutása

### Klubcsapatban
2007-ig a Femina labdarúgója volt. Itt mutatkozott be az élvonalban és két bajnoki címet szerzett a csapattal. 2007-ben a Győri ETO együtteséhez igazolt, ahol két idényen át játszott. A 2009–10-es idényben a Ferencváros játékosa volt. 2010-ben a svájci harmadosztályú FC Neunkirch csapatához igazolt, ahol egy fél idényt játszott és visszatért a Ferencvárosohoz.

### A válogatottban
2008-ban egy alkalommal szerepelt a válogatottban.

## Sikerei, díjai
- Magyar bajnokság
  - bajnok: 2005–06, 2006–07
- Magyar kupa
  - döntős: 2010

## Statisztika

### Mérkőzése a válogatottban
| Magyarország | Magyarország   | Magyarország                   | Magyarország | Magyarország | Magyarország | Magyarország | Magyarország | Magyarország |
| #            | Dátum          | Helyszín                       | Hazai        | Eredmény     | Vendég       | Kiírás       | Gólok        | Esemény      |
| ------------ | -------------- | ------------------------------ | ------------ | ------------ | ------------ | ------------ | ------------ | ------------ |
| 1.           | 2008. május 3. | Székesfehérvár, Sóstói Stadion | Magyarország | 0 – 6        | Svédország   | Eb-selejtező | -            | 71'          |
|              | Összesen       |                                |              | 1            | mérkőzés     |              | 0            | gól          |